# Bakonynána
Bakonynána es un pueblo ubicado en el distrito de Zirc, en el condado de Veszprém, Hungría.

## Superficie
Posee una superficie de 14,93 kilómetros cuadrados.

## Demografía
Hasta 2019 la población era de 1033 habitantes, con una densidad de población de 69,19 habitantes por kilómetro cuadrado.